# 卡尔斯鲁厄大学
德国卡尔斯鲁厄大学（Universität Karlsruhe (TH)，又名）坐落在德国卡尔斯鲁厄，创建于1825年，是德国历史最悠久的理工大学，在欧洲是历史第四悠久的理工大学。2006年入选为德国首批三所精英大学之一（于2012年失去此头衔）。自2006年1月起与Helmholtz旗下的卡尔斯鲁厄研究中心合并，成为卡尔斯鲁厄理工学院（KIT）的一部分。2009年10月1日KIT基本法案正式生效，自此卡尔斯鲁厄大学这个名称不再使用，改为卡尔斯鲁厄理工学院（Karlsruher Institut für Technologie）。

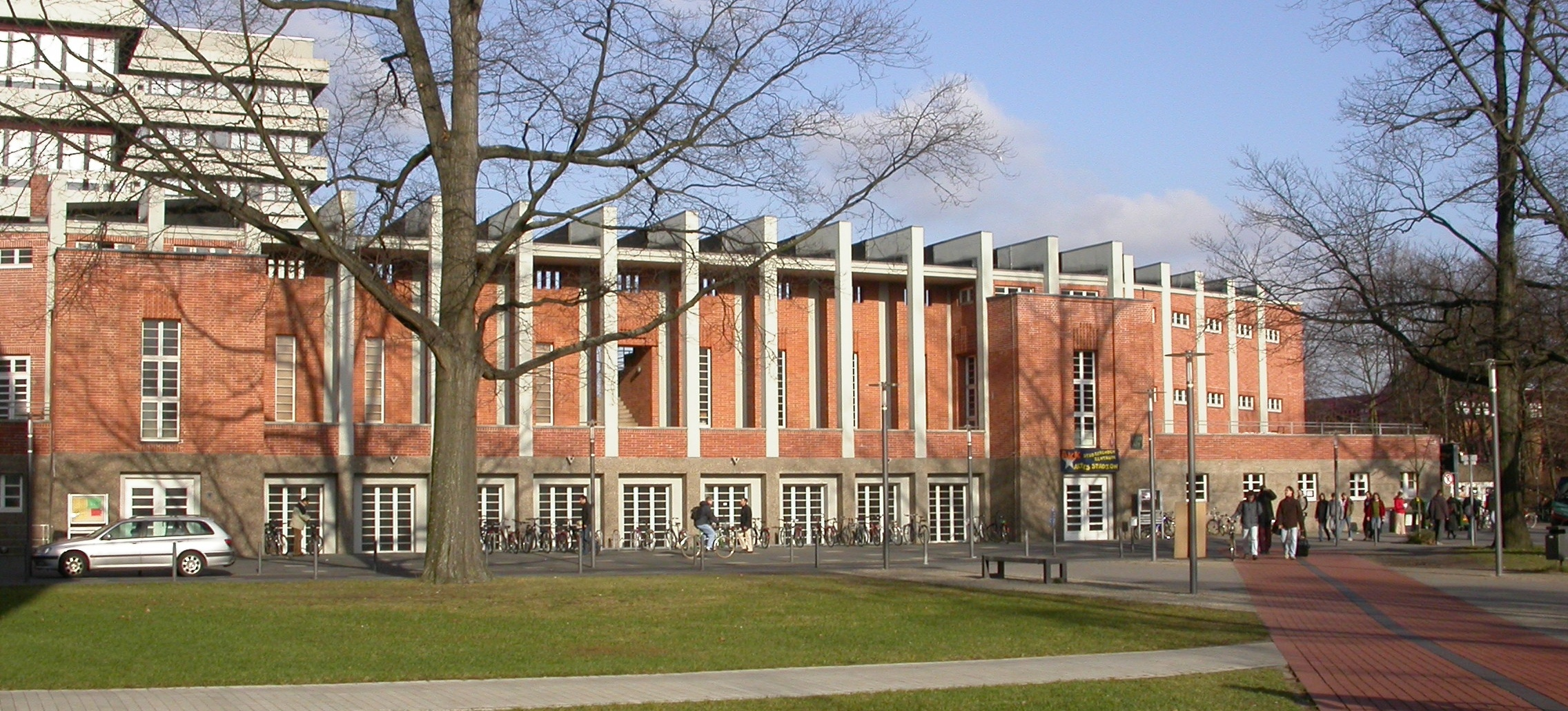
德国卡尔斯鲁厄大学

## 院系设置
- 数学系 （页面存档备份，存于）
- 物理系 （页面存档备份，存于）
- 化学与生物系 （页面存档备份，存于）
- 神学与社会学系 （页面存档备份，存于）
- 建筑学系
- 土木工程、地理与环境学系 （页面存档备份，存于）
- 机械系 （页面存档备份，存于）
- 化学工程系 （页面存档备份，存于）
- 电子与信息工程系 （页面存档备份，存于）
- 计算机系
- 经济工程系[1]

## 历史
卡尔斯鲁厄大学创建时是一所综合理工大学校（Polytechnikum），是由巴登的路德维希大公爵于1825年10月7日，参考巴黎综合理工大学校（École Polytechnique）的样式创建而成。

1865年，弗里德里希一世大公爵将综合理工大学校升级为理工大学，1902年起大学另名Fridericiana。

1888年，海因里希·鲁道夫·赫兹在赫兹讲演厅证明了电磁波的存在，现在赫兹演讲厅仍然存在并被使用。

1900年，拥有了博士授予权。

1904年，成为德国第一所录取女性就读正规学业的大学。

1967年，根据巴登符腾堡州法律，改名为“卡尔斯鲁厄大学”（Universität Karlsruhe），根据州议会的建议，在校名中保留“理工大学”（Technische Hochschule）的附加字样。

1969年，德国第一所培养计算机专业硕士生的大学。

1972年，成立德国第一个计算机系。

为了强调在科研领域的优势，2005年7月起在校名中增加“研究型大学”（Forschungsuniversität）的附加字样。

2006年4月11日，卡尔斯鲁厄大学与卡尔斯鲁厄科研中心（Forschungszentrum Karlsruhe （页面存档备份，存于））签订合同，成立卡尔斯鲁厄理工学院（Karlsruher Instituts für Technologie / Karlsruhe Institute of Technology（KIT（页面存档备份，存于）））。

## 声誉
在最新由德国高校发展中心颁布的排名中，卡尔斯鲁厄大学的计算机系在五项排名标准中的四项名列第一，分别为：教授声誉，教育经费，计算机设施和学生质量。物理系和化学系在五项中的两项位列第一（物理系的科研成果和学生质量，化学系的科研成果和教育经费）。
为了进一步提升德国在世界科研领域中的地位，德国政府提出了打造精英大学的计划。2006年10月13日，卡尔斯鲁厄大学，慕尼黑大学，慕尼黑理工大学成为德国首批精英大学，从2006年至2011年每年将额外获得2100万欧元的资助，不过在2012年的再次评选中失去了精英大学的头衔。
在2019年7月的第三次评选中，KIT重新获得精英大学的头衔。

## 人物

### 诺贝尔奖获得者
- 卡尔·费迪南德·布劳恩（Ferdinand Braun），因“发明和改进无线电报”，与古列尔莫·马可尼共同获得1909年诺贝尔物理学奖[4]。
- 弗里茨·哈伯（Fritz Haber），因“对单质合成氨的研究”，获得1918年诺贝尔化学奖。
- 利奥波德·雷吉卡（Lavoslav Ružicka）因“对聚亚甲基和高萜烯的研究”，获得1939年诺贝尔化学奖。
- 赫尔曼·施陶丁格（Hermann Staudinger），因“对高分子研究以及确立高分子概念”，获得1953年诺贝尔化学奖。
- 珍马瑞·莱恩（Jean-Marie Lehn），法国化学家，德国卡尔斯鲁厄理工学院（KIT）纳米研究所所长。因在分子的研究和应用方面的新贡献和美国科学家克拉姆，佩德森共获1987年诺贝尔化学奖。

### 著名教授

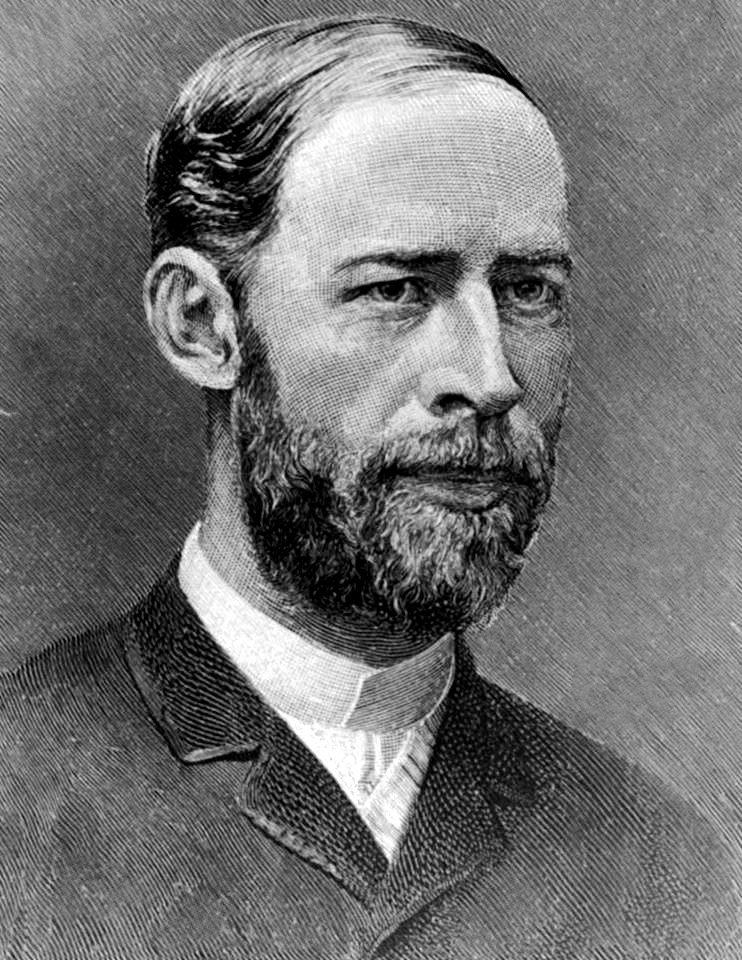
赫兹在卡尔斯鲁厄大学通过实验证明了电磁波的存在。

- 海因里希·鲁道夫·赫兹（Heinrich Rudolf Hertz，1857年2月22日—1894年1月1日），1885年至1889年任卡尔斯鲁厄大学物理学教授[5]。德国物理学家，电磁波的发现者。1886年至1889年，他在卡尔斯鲁厄大学发现了电磁波的存在。
- 奥托·雷曼（Otto Lehmann，1855年1月13日—1922年6月17日），1889年至1922年去世任卡尔斯鲁厄大学物理学教授[5]，1900年至1901年曾任校长。德国物理学家，液晶研究的先驱。1912年起曾多次被提名诺贝尔奖。
- 卡尔·费迪南德·布劳恩（1850年6月6日—1918年4月20日），1883年至1885年任卡尔斯鲁厄大学物理学教授[5]。因“发明和改进无线电报”，与马可尼共同获得1909年诺贝尔物理学奖。

### 著名校友

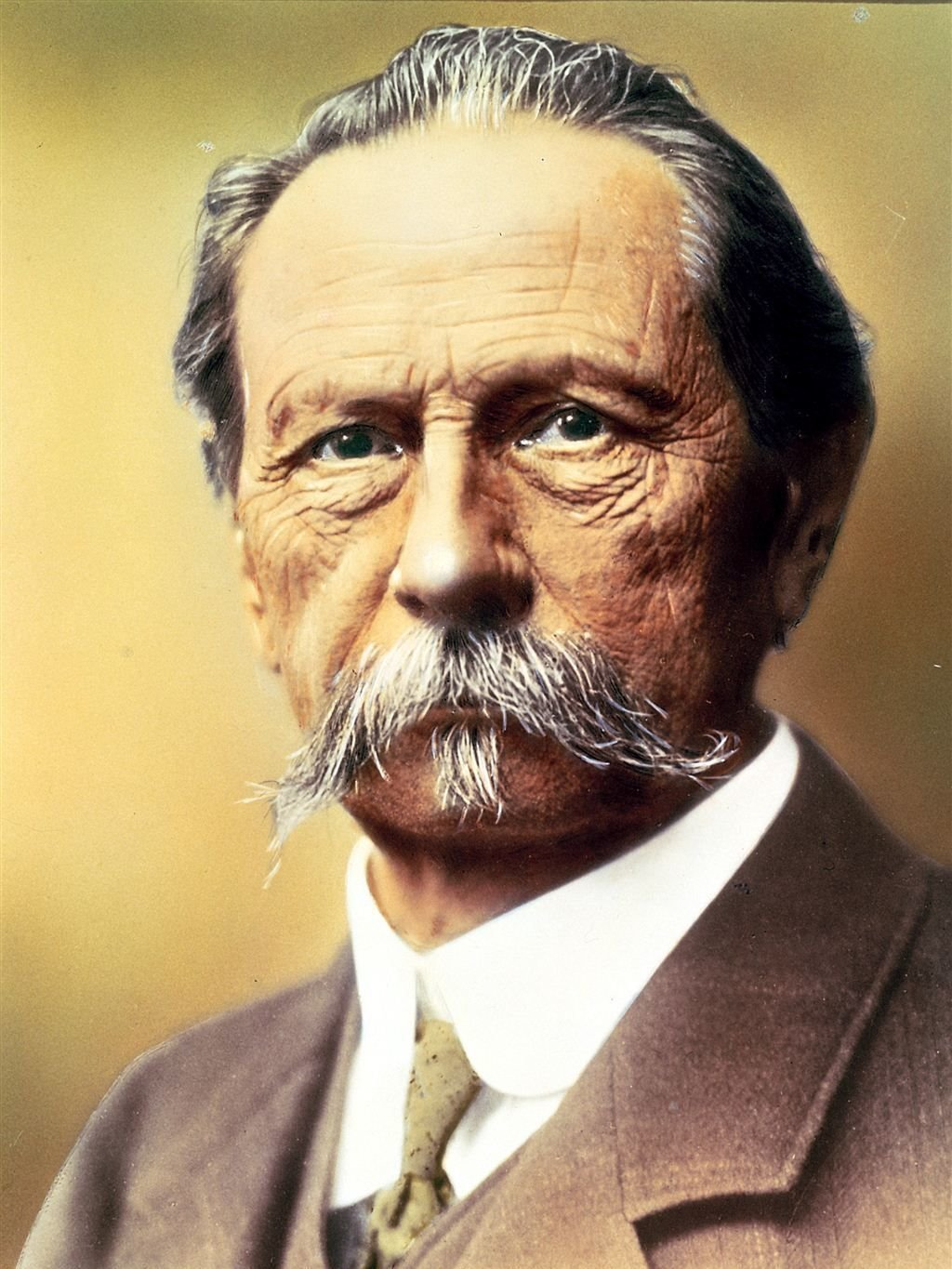
卡尔·本茨毕业于卡尔斯鲁厄大学（1861-1864）。

- 卡尔·本茨，德国工程师，汽车工业的先驱。他于1860年至1864年就读卡尔斯鲁厄大学，1885年他制造了第一辆汽车，1914年卡尔斯鲁厄大学授予他荣誉博士头衔。
- 罗兰·马克，德国企业家。他于1969年至1974年就读卡尔斯鲁厄大学机械系，1975年他建立了德国最大的主题公园之一“欧洲乐园”。
- 埃米尔·冯·斯科达（德语：Emil von Škoda），德国企业家。
- 弗兰茨·吕罗（德语：Franz_Reuleaux），德国机械科学家，被称为运动学之父。
- 奥古斯特·蒂森（德语：August Thyssen），德国工业家，世界500强之一的蒂森克虏伯股份公司的创始人。
- 迪特·采彻（德语：Dieter Zetsche），1971年至1976年就读于卡尔斯鲁厄大学电子信息系，自2006年1月起担任前戴姆勒-克莱斯勒集团董事會主席。
- 哈索·普拉特纳，SAP集团创始人之一,2003年以前是董事會主席，现在任职于监事会。
- 迪特玛尔·霍普（德语：Dietmar Hopp），SAP集团创始人之一，于1988年至1998年任职董事會主席，2003年以前任职监事會主席。
- 克劳斯·奇拉（德语：Klaus Tschira），SAP集团创始人之一，卡尔斯鲁厄大学物理系毕业。
- 弗里茨-鲁道夫·君驰（德语：Fritz-Rudolf Güntsch），德国计算机先驱之一，卡尔斯鲁厄大学物理系毕业，发明了虚拟内存技术。
- 弗朗茨·费伦巴赫（德语：Franz Fehrenbach），博世公司主席，卡尔斯鲁厄大学经济工程系毕业。
- 施特凡·宽特（德语：Stefan Quandt），宝马集团董事之一，拥有17.4%的股权，经济工程系毕业。
- 爱德华·泰勒，出生于匈牙利的美国理论物理学家，有“氢弹之父”的称号。

### 历任校长
- 1857年至1862年，Professor Ferdinand Redtenbacher
- 1895年至1896年，Professor Reinhard Baumeister
- 1958年至1961年，Professor Dr.-Ing. Hans Leussink
- 1968年至1983年，Professor Dr. Dr.-Ing. h. c. Heinz Draheim
- 1983年至1994年，Professor Dr. Dr. h.c. Heinz Kunle
- 1994年至2002年，Professor Dr. Sigmar Wittig
- 2002年至今，Professor Dr. sc. tech. Horst Hippler

## 其他特别事件
- 1984年8月2日，德国的第一封电子邮件在卡尔斯鲁厄大学被接收。
- 1987年9月，中国的第一封电子邮件被发往卡尔斯鲁厄大学。
- 自1994年1月起的三年，卡尔斯鲁厄大学负责管理和注册.de域名，技术支持一直持续到1999年。
- 从1991年1月起，中国的顶级域名.CN域名初级服务器由卡尔斯鲁厄大学管理并运行，这样直到1995年5月。
- 2006年，卡尔斯鲁厄大学启用24小时全天候图书馆。

## 外部連結
- （德文）德国卡尔斯鲁厄大学主页 （页面存档备份，存于）

## 资料来源
1. ↑  .   [2007-02-15]. （原始内容存档于2007-02-11）.
2. ↑  . 德国之声.   [2013-02-04]. （原始内容存档于2013-02-04）.
3. ↑  . .karlsruhe-insider.   [2019-07-19]. （原始内容存档于2020-08-12）.
4. ↑  .   [2007-02-15]. （原始内容存档于2007-02-06）.
5. 1 2 3  .   [2007-02-15]. （原始内容存档于2007-08-19）.

- 新华网：中国接入互联网的早期工作回顾 （页面存档备份，存于）